# Ioan de Görlitz
Ioan de Görlitz sau Ioan de Luxemburg (n. 22 iunie 1370, Praga, Regatul Boemiei – d. 1 martie 1396, Abația Neuzelle⁠(d), Brandenburg, Germania), aparținând Casei de Luxemburg, a fost singurul duce de Görlitz, începând din 1377 până la sfârșitul vieții.

## Biografie
Ioan a fost fiul împăratului romano-german Carol al IV-lea și al celei de-a patra soții a sa, Elisabeta de Pomerania.  
La vârsta de trei ani Ioan a primit titlurile de Margraf al Moraviei și Margraf al Brandenburgului. 
În 1377 tatăl său a creat pentru Ioan, un ducat care cuprindea Görlitz din Luzacia Superioară, partea estică a Luzaciei Inferioare (Niederlausitz) și partea sudică a regiunii Neumark. Între 1386 și 1388 Ioan a administrat și Ducatul de Luxemburg. 
În timpul domniei sale, imediat după pogromurile evreiești de la Praga din 1389, Ioan a emis o decizie care a permis expulzarea evreilor din Görlitz, decizie complet opusă privilegiului acordat evreilor în 1383 de executorul judecătoresc Beneš din Dubá pentru regiunea Budissin (Bautzen).  
Cancelarul său, arhiepiscopul Olbram de Škvorec de Praga, i-a fost cel mai apropiat confident de-a lungul domniei sale. 
Ioan a murit la vârsta de 26 de ani, probabil otrăvit, la Mănăstirea Neuzelle. După moartea sa, teritoriile ducatului Görlitz au revenit la vechile granițe anterioare anului 1377.

## Căsătorie și descendenți
Pe 10 februarie 1388 Ioan de Görlitz s-a căsătorit la Praga cu Richardis de Mecklenburg (d. 1400), fiica regelui Albert al III-lea al Suediei și a soției sale, Elisabeta de Meissen. Din această căsătorie a rezultat o singură fiică:
- Elisabeta, ducesă de Görlitz-Luxemburg (1390–1451), căsătorită în 1409 cu Anton de Burgundia, duce de Brabant (1384–1415) și în 1418 cu Ioan al III-lea de Bavaria.